# فضل‌الله محلاتی
فضل‌الله مهدی‌زادهٔ محلاتی مشهور به فضل‌الله محلاتی (۱۸ تیر ۱۳۰۹ – ۱ اسفند ۱۳۶۴) روحانی و سیاستمدار ایرانی، نماینده مردم محلات و دلیجان در دوره نخست مجلس شورای اسلامی و نماینده سید روح الله خمینی در سپاه پاسداران بود. او همچنین ریاست جامعه روحانیت مبارز را از سال ۱۳۵۶ تا ۱۳۶۰ عهده‌دار بود.
او در اسفند ۱۳۶۴ به همراه ۵۰ نفر از افراد سیاسی دیگر برای بررسی برخی مسائل جنگ عازم اهواز بود که هواپیمای آن‌ها دچار سانحه شد و تمامی سرنشینان آن کشته شدند. در مورد علت این سانحه همچنان اختلاف نظر وجود دارد و روایت‌های متناقضی در این رابطه مطرح شده است.

## تولد و زندگی شخصی
فضل‌الله محلاتی در ۱۸ تیرماه ۱۳۰۹ در خانواده‌ای متدین در شهر محلات، در حالی که پنج خواهر بزرگتر از خود داشت، به دنیا آمد، پدرش غلام‌حسین مهدی‌زاده و مادرش صدیقه رضایی بود. پدرش از کسبه بازار بود (تولید و فروش فرش و بزازی) که کشاورزی هم می‌کرد. پدر و مادر فضل‌الله محلاتی سواد خواندن و نوشتن نداشتند.
محلاتی در سال ۱۳۳۱ (۲۱ سالگی) برای ازدواج از قم به محلات می‌رود و با اقلیم‌السادات شهیدی محلاتی (زاده ۱۳۲۰) دختر سیدجلال شهیدی محلاتی ازدواج می‌کند. وی پنج فرزند به نام‌های احمد، محمود، نجمه، ندا و میثم دارد.

## تحصیلات
محلاتی تحصیلات خود را در شش سالگی در «مکتب‌خانهٔ مدرسه میرزا» آغاز کرد و طی شش سال به پایان رساند. مدتی برای کمک نزد پدرش می‌ماند. دراین مدت با توجه به رفت و آمد سید محمد تقی خوانساری، سید صدرالدین صدر و سید روح‌الله خمینی به محلات، به طلبگی علاقه‌مند می‌شود ولی پدرش مخالفت می‌کند. دروس مقدمات و قدری از سیوطی و حاشیه را در همان محلات، نزد شهیدی و بعضی از علمای محلات می‌خواند. سرانجام با وساطت محمدتقی خوانساری و عمویش، موفق می‌شود پدر را برای رفتن به قم راضی کند. در پانزده سالگی به قم رفت و در سال ۱۳۲۴ وارد حوزهٔ علمیه شد، حاشیه را نزد محمد تهرانی و سیوطی را نزد عباس علی، دوباره می‌خواند و مغنی را نزد علی پناه اشتهاردی می‌آموزد. به گفتهٔ خودش در این ایام سرپرست واقعیش محمدتقی خوانساری بوده که به خانهٔ او رفت و آمد داشته.
مطوّل را نزد محمد صدوقی، معانی را نزد مرتضی مطهری و یک مقدار هم نزد علی مشکینی فرا گرفت. بخش عمده شرح لمعه را نزد صدوقی و مابقی را نزد حاج اسدالله اصفهانی نورآبادی خواند. با اتمام مقدمات و فراگیری سطح، رفته‌رفته او را به نام شیخ فضل‌الله می‌شناختند.
از مهترین چهره‌هایی که در حوزه با آنها آشنا شد، می‌توان به سید حسین طباطبایی بروجردی (در درس خارج) و سید روح‌الله خمینی (در درس اخلاق)، سید محمد حسین طباطبایی (در درس تفسیر)، حائری یزدی اشاره کرد.

## فعالیت‌های سیاسی
محلاتی بعد از انقلاب ۱۳۵۷ مسئولیت‌های مختلفی برعهده گرفت. او در نخستین روزهای پس از انقلاب ۱۳۵۷، سرپرستی صندوق تعاون اصناف را عهده‌دار بود و در دوره نخست انتخابات مجلس شورای اسلامی با کسب تعداد ۹۳٫۷۰ درصد از بین تعداد کل آراء ۱۴٬۶۴۸ (رای) توانست به عنوان نماینده محلات و دلیجان به مجلس راه پیداکند.
همچنین او نخستین سرپرست کاروان حجاج ایرانی، اولین دبیر جامعه روحانیت مبارز و نماینده رهبر در سپاه پاسداران انقلاب اسلامی بوده است.

## آثار
از او دست‌نوشته و یادداشت‌هایی دربارهٔ اجتهاد و تقلید، کتاب طهارت، صلوة و مباحث استصحاب باقی‌مانده است.

## مرگ
محلاتی در ۱ اسفند ۱۳۶۴ در سانحهٔ سقوط یک هواپیمای فوکر اف۲۷ فرندشیپ در ۲۵ کیلومتری شمال اهواز به همراه ۵۰ سرنشین دیگر کشته شد. در مورد علت سقوط این هواپیمای غیرنظامی که حامل جمعی از نمایندگان سپاه پاسداران، قوهٔ قضاییه و مجلس شورای اسلامی بود، اختلاف‌نظر وجود دارد.

### روایت رسمی
روایت‌های جمهوری اسلامی که به صورت گسترده در رسانه‌های داخلی ایران پس از سانحه منتشر شد حاکی از شلیک جنگنده‌های میگ-۲۳ عراقی به این هواپیما بود. در این روایت‌ها گفته شده است که در مکالمات ضبط‌شده توسط جعبه سیاه هواپیما مکالماتی بین خلبان‌های میگ‌های عراقی و خلبان هواپیمای فرندشیپ ضبط شده است، مبنی بر این‌که «با تغییر مسیر به سمت عراق بروند و سپس از این کشور پناهندگی دریافت کنند.» اما خلبان ایرانی (عبدالباقی درویش) پس از مطرح‌کردن این موضوع با مسافران، به خلبان‌های جنگنده اعلام می‌کند با این پیشنهاد موافق نیست و در نهایت هواپیما براثر شلیک جنگنده‌ها سقوط کرده است.

### روایت غیررسمی
در مقابل ادعای مطرح شده در روایت رسمی، نکاتی وجود دارد که در این ادعاها تشکیک ایجاد می‌کند. هرچند کلیت این موضوع همچنان در هاله‌ای از ابهام است. از جمله این‌که در اسفند ۱۳۶۴ ایران ابتدا اعلام کردکه یک هواپیمای اف-۲۷ فرندشیپ متعلق به شرکت آسمان با رجیستر EP-ANA مورد حملهٔ جنگنده‌های عراقی قرار گرفته است و تمام سرنشینان آن کشته شده‌اند اما هیچ گزارش بین‌المللی این روایت را تأیید نکرد. سپس خلبان عمر گوبن (به انگلیسی: Omar Goben) اعلام کرد که بمب‌افکن‌های عراقی در فوریه ۱۹۸۶ (اسفند ۱۳۶۴) به یک هواپیمای اف-۲۷ روی زمین حمله کرده‌اند و نه به یک هواپیمای درحال پرواز. به ادعای منابع بین‌المللی، جمهوری اسلامی ایران برای باورپذیری انهدام هواپیما توسط میگ‌های عراقی، لاشه هواپیمای دیگری با رجیستر EP-IOK را به مطبوعات نشان داده است که مشخص نیست چگونه از بین رفته است. بعدها مشخص شد که هواپیمای EP-ANA مدتی بعد به ناوگان برگشته است و تا سال ۱۳۶۹ فعال بوده است و در حادثهٔ دیگری در فرودگاه رامسر دچار سانحه شده است. همچنین گفته می‌شود هواپیماهای فوکر اف-۲۷ فرندشیپ ایرانی در آن زمان اساساً دارای جعبه سیاه نبوده‌اند و امکان ضبط مکالمات را نداشته‌اند.